# Curcani, Călărași
Curcani este satul de reședință al comunei cu același nume din județul Călărași, Muntenia, România.
În localitate se află un parc, de aproximativ 2 ha, în care se regăsește Biserica și stadionul local folosit de CS Curcani, fostă Avântul Curcani. Curcani are o puternică tradiție în jocul de oină, câștigând în 1957 campionatul național cu echipa Recolta Curcani.